# Macrocentrus guangxiensis
Macrocentrus guangxiensis is een insect dat behoort tot de orde vliesvleugeligen (Hymenoptera) en de familie van de schildwespen (Braconidae). De wetenschappelijke naam van de soort werd voor het eerst geldig gepubliceerd door He & Chen in 2000.